# Пијаристичка црква
Пијаристичка црква подигнута је 1846. године, у оквиру Зграде зрењанинске гимназије у Гимназијској улици број 2. Заједно припадају Старом градском језгру, као Просторно културно-историјске целине од великог значаја.

## Историјат
Римокатоличка пијаристичка црква, подигнута као гимназијска црква, посвећена је светом Стефану, отворио је свештеник Јанош Варади исте године кад и нижу пијаристичку гимназију. Цркву су држали монаси Пијаристи, који су припадали католичком учитељском реду основаном још 1621. године, а који је у периоду 19. века у Мађарској био врло утицајан црквени ред са разгранатом мрежом школа у Будимпешти, Кечкемету, Сегедину, Великој Kањижи, Темишвару.

## Архитектура цркве
Црква је подигнута у стилу класицизма као једнобродна, угаона грађевина, постављена на регулационе линије улица Гимназијске и Јована Скерлића и оријентисана у правцу исток – запад. С обзиром да је део једног целовитог грађевинског корпуса, црква има само две слободне фасаде које су једноставно решене: на равним фасадним површинама истичу се плитки пиластри који наглашавају зону звоника, и полукружни луци над прозорским отворима или слепим нишама. Прозори у виду половине круга постаљени су високо тако да су зидне површине доње зоне без отвора, осим два улазна врата у зони звоника. Из западне фасаде се уздиже торањ који има један спрат са прозорима на све четири фасаде. На западној фасади је равна атика између брода цркве и звоника. Kапа звоника је пирамидалног облика, извојених ивица и са заобљеним врхом на коме су јабука и крст. На звонику се некада налазио сат.
Зидне слике и декорацију цркве радио је бечкеречки сликар Јозеф Гојгнер, 1879. године. У цркви се налазе оргуље са 14 регистара, рад Ангстер Јожефа из Печуја. Прве клупе украшене су резбаријама и интарзијама из 1847. године, а на мањим клупама постављеним позади, испод хора, уписана су имена дародаваца.